# Řvoucí čtyřicítky

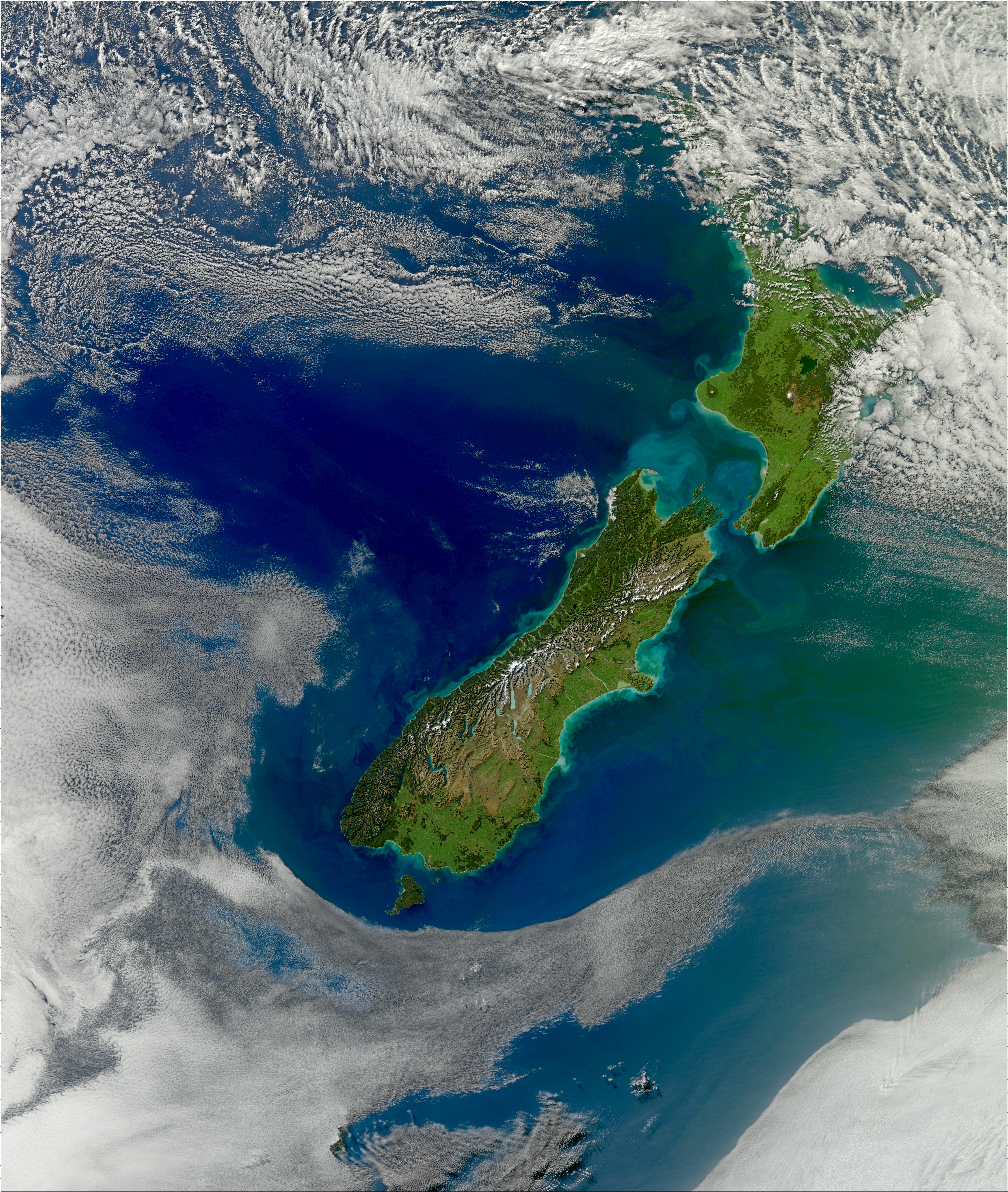
Řvoucí čtyřicítky v oblasti Cookova průlivu

Řvoucí čtyřicítky (Roaring Forties) je název používaný námořníky, kteří se v oblasti kolem 40° jižní zeměpisné šířky setkávají se silnými a poměrně stálými západními větry. Na jižní polokouli jsou větry silnější, protože podél této rovnoběžky je značná převaha oceánských ploch oproti plochám pevninským. Nejvýrazněji se projevují v Jižním Indickém oceánu a kolem Nového Zélandu, pomáhají tak zesilovat Západní příhon. Silné větry zde vanou také díky uchylující síle zemské rotace, která celkově ovlivňuje všeobecnou cirkulaci atmosféry.
Řvoucí čtyřicítky údajně jako první označil nizozemský mořeplavec Henderik Brouwer, když je v roce 1610 popisuje jako nejlepší způsob cesty do Batavie.